# Гай Теренцій Варрон
Гай Теренцій Варрон (кін. III — поч. II ст. до н. е.) — політичний та військовий діяч Римської республіки, претор 218 до н. е., консул 216 до н. е., учасник Другої Пунічної війни.

## Життєпис
Походив з плебейського роду Теренціїв. Син Гая Теренція Варрона, сина багатого торговця м'ясом. На відміну від батька, активно брав участь у державних справах. У 218 році до н. е. Гай Теренцій стає претором. Як провінцію отримує Сардинію.
З початком Другої Пунічної війни та вторгненням Ганнібала Барки до Італії зайняв позицію щодо скорішого розгрому ворога. Підтримував діяльність лідера плебеїв Гая Фламінія. після загибелі останнього у битві біля Тразименського озера очолив демократичну партію. Варрон різко виступав проти політики Фабія Максима Кунктатора, яка вносила розбрат між плебейськими родинами та італіками. Скориставшись невдоволенням цих станів, а також вершників у 216 році до н. е. Варрон обирається консулом (разом з Луцієм Емілієм Павлом). Від сенату та народу була отримана чітка настанова — найскоріше завершити війну та здолати Ганнібала. Після усіх необхідних процедур Теренцій разом із колегою рушив до Апулії, де знаходилося карфагенське військо. Ганнібал також бажав вирішальної битви з огляду на те, що у нього залишилося харчів лише на декілька діб. Тому карфагеняни спочатку дали можливість Варрону розбити деякі свої загони, щоб останній впевненіше розпочав вирішальну битву. Вона відбулася біля Канн. Після поразки римлян Варрон єдиний з військових очільників залишився живим й через деякий час повернувся до Риму. Тут його зустріли з великими почестями.
З 215 до 213 року Гай Теренцій як проконсул керував Піценом. Його основним завданням було не допустити повстання місцевих племен проти Риму. У 208—207 роках до н. е. був пропретором в Етрурії. Тут він робив усе, щоб не пропусти до провінції Гасдрубала Барку.
У 203 році до н. е. був одним з послів до Філіппа V, царя Македонії, стосовно укладання мирної угоди. У 200 році до н. е. очолював посольство до Нумідії та Карфагену. У 199 році до н. е. обирається тріумвіром для вирішення питань нових колоністів м. Велузія. Подальша доля не відома.